# Sibirasellus parpurae
Sibirasellus parpurae är en kräftdjursart som beskrevs av Henry och Guy Magniez 1993. Sibirasellus parpurae ingår i släktet Sibirasellus och familjen sötvattensgråsuggor. Inga underarter finns listade i Catalogue of Life.